# Lucette Lagnado
Lucette Matalon Lagnado (El Cairo, Egipto, 19 de septiembre de 1956-10 de julio de 2019), conocida como Lucette Lagnado, fue una periodista y escritora estadounidense nacida en Egipto. Era reportera del Wall Street Journal, y recibió varios premios y reconocimientos por los libros publicados sobre sus memorias.

## Biografía
Nació en el seno de una familia judía. Fue a la escuela 205 en Bensonhurst Brooklyn, Nueva York, y egresó de Vassar College. Estuvo casada con el periodista Douglas Feiden y vivió en Nueva York y en Sag Harbor en el lado este de Long Island.
Escribió una memoria sobre su niñez que fue premiada: El hombre de traje blanco: El éxodo de mi familia desde El Cairo al Nuevo Mundo. El libro, publicado por Ecco, obtuvo en 2008 el Premio Sami Rohr de la literatura judía. El premio, que fue administrado por el Consejo del Libro Judío (Jewish Book Council), consistió en $100,000 siendo el premio más elevado de la literatura judía en el mundo. La ceremonia del Premio Rohr tuvo lugar en Jerusalén en abril de 2008. El hombre de traje blanco fue seleccionada por el productor Anthony Bregman ("Eternal Sunshine of the Spotless Mind"), de acuerdo a un anuncio de las compañías de libros en diciembre de 2008. 
En septiembre de 2011, publicó un volumen que acompañó a El hombre de traje blanco que cuenta la historia de su madre: Edith. Los días arrogantes: la búsqueda de una muchacha por su juventud perdida, de El Cairo a Brooklyn (Ecco/HarperCollins) yuxtapone su adolescencia en Nueva York con la de su madre en El Cairo, revelando cómo las decisiones que ella tomó significaron para ambas una liberación de las tradiciones del Viejo Mundo y la pérdida de una comunidad familiar y reconfortante. Descrita en la publicación como una épica de saga familiar sobre la fe y la fragilidad, fue publicada el 6 de septiembre de 2011.

## Vida personal
En 1995, se casó con el periodista Douglas Feiden en una ceremonia ritual judía en Manhattan Sephardic Congregation. La pareja vivió en la Ciudad de Nueva York y Sag Harbor, en el Este de Long Island.

## Muerte
Lagnado murió el 10 de julio de 2019, a la edad de 62 años. No se mencionaron las causas de su fallecimiento. 

## Reconocimientos y premios
- Premio Sami Rohr de Literatura Judía
- Premio Mike Berger
- Premio Newswomen Club a las mejores portadas de Nueva York (Ganadora tres veces)
- Laurel de la Crítica Periodista de Columbia
- Premio al Periodismo de Investigación Selden Ring Award, finalista en 2004